# Controvérsia do espartilho

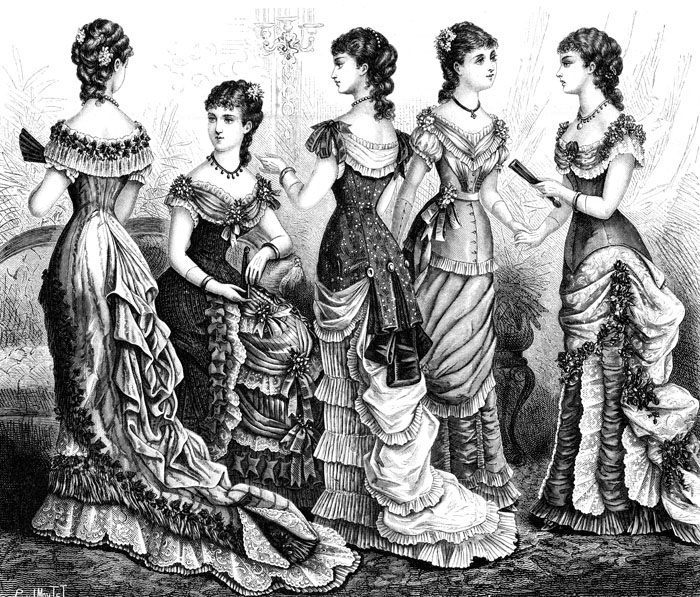
Mulheres em vestidos de 1870 usando espartilhos

A controvérsia do espartilho diz respeito aos argumentos de defensores e detratores a favor e contra o uso de espartilho. A polêmica foi um assunto contemporâneo na época em que os espartilhos eram populares na sociedade. Espartilhos, diversamente chamados de a pair of bodys ou stays, foram usados por mulheres europeias a partir do final do século XVI em diante, mudando sua forma assim como a moda mudou. Apesar da mudança radical para a moda geográfica e temporalmente, o espartilho ou algum derivado sob uma túnica externa moldaria o corpo ou forneceria alguma estrutura necessária.
Houve breves períodos em que o espartilho não fazia parte da moda ocidental dominante. Na década de 1790, por exemplo, houve uma mudança abrupta na moda quando a silhueta do Império entrou na moda. Durante a era Regêncial, os espartilhos do início da era georgiana foram substituídos em favor de roupas curtas usadas apenas para apoiar os seios, e deixando a cintura e os quadris em sua forma natural.
A partir de meados da década de 1820, a moda feminina voltou às saias completas do século anterior. Em um repúdio à silhueta imperial, a cintura tornou-se o foco central da vestimenta feminina em diante. O espartilho acabou assumindo um papel dominante que teria pelo resto do século XIX. Projetados para enfatizar a cintura ao minimizá-la, os espartilhos restringiam a linha da cintura para conseguir uma silhueta esguia. Os médicos e grande parte da imprensa deploraram a vestimenta, apesar de seu uso contínuo por décadas.

## Crítica

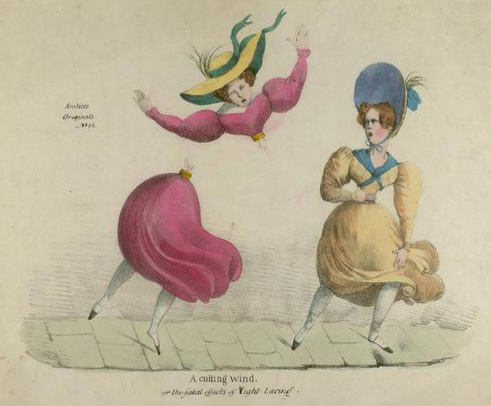
"Um vento cortante, ou os efeitos fatais do laço apertado", um desenho satírico de cerca de 1820

O uso de espartilhos tem sido alvo de críticas desde a era do tightlacing durante o século XVIII. O filósofo Jean-Jacques Rousseau denotou a prática no livro The Lancet , enquanto as caricaturas do período satirizavam a prática como algo exagerado. No entanto, no século XIX, as mulheres escreviam cartas para as publicações expressando suas opiniões de forma direta e articulada. A reclamação unilateral do século anterior transformou-se em diálogo. As mulheres faziam ouvir as suas vozes, partilhando as suas experiências próprias e opiniões, algumas a favor do espartilho e até mesmo do uso da prática do tightlacing.

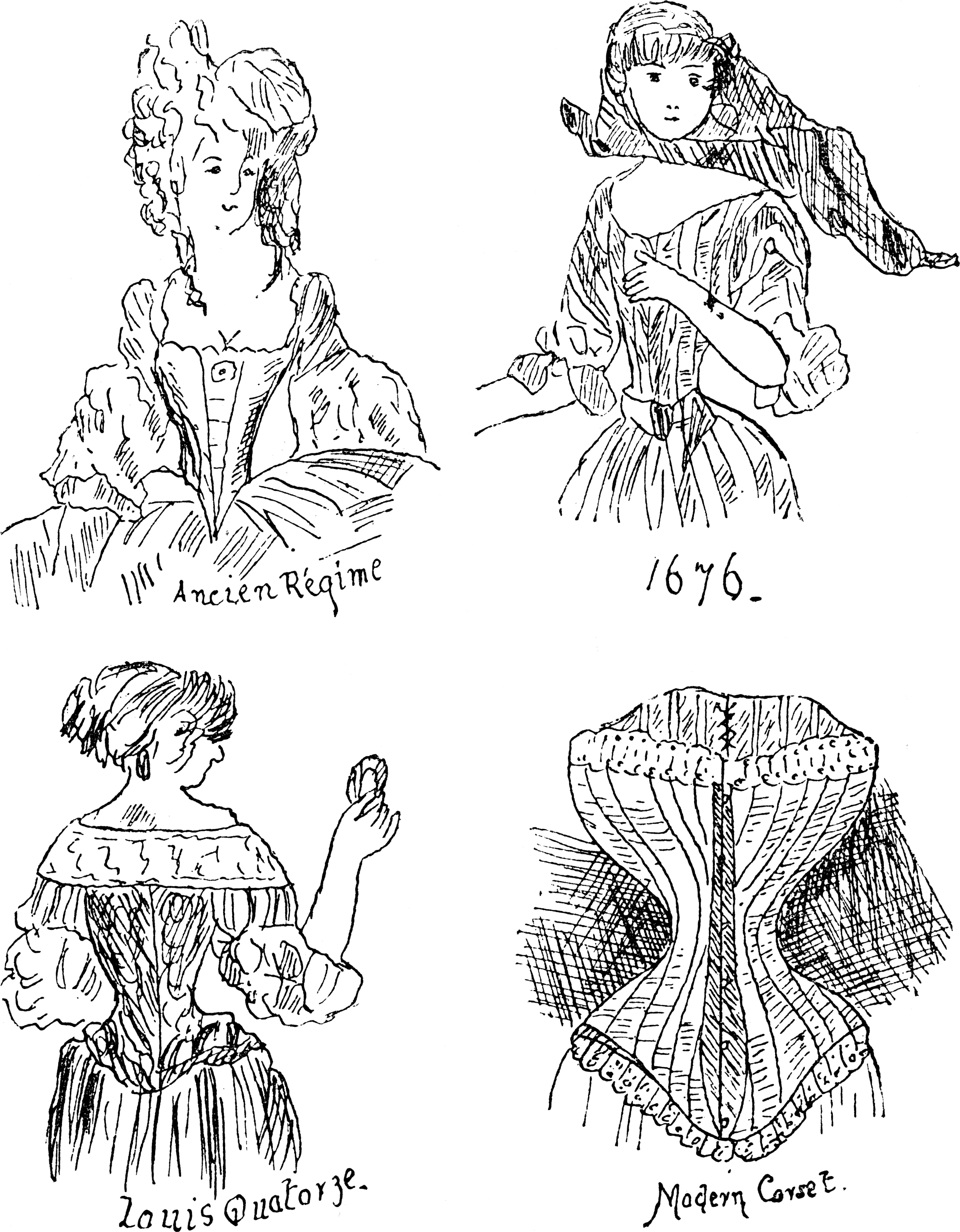
As mudanças na forma do espartilho

Conhecida como a "controvérsia do espartilho" ou simplesmente "questão do espartilho" e por vezes "controvérsia da cinta", a polêmica se espalhou por várias publicações, países e décadas. De particular preocupação para a questão do tighlacing. A quantidade de artigos e cartas aumentou e diminuiu com o tempo, atingindo um crescendo no final da década de 1860, que pode ser considerado o auge do frenesi. No entanto, ao longo desse período, anúncios nas mesmas publicações promoveram com entusiasmo a venda de espartilhos, como uma forma de marketing. 
No Reino Unido, as publicações nas quais a polêmica aumentou incluíram The Times, Lancet, Queen, The Scotsman, Ladies Treasury, The Englishwomen's Domestic Magazine e All the Year Round. Nos Estados Unidos, o Chicago Tribune comentou que os jornalistas ingleses discutiram os dois lados da controvérsia "com muito fervor e muito pouco bom senso", embora publicasse suas próprias contribuições. Outros jornais e periódicos americanos também participaram, incluindo The New York Times, The Washington Post, The Boston Globe, Hartford Daily Courant, North American Review e The Saint Paul Daily Globe . Outras partes do mundo falantes da língua inglesa juntaram-se de tempos em tempos, reimprimindo artigos da Inglaterra e da América, além de contribuir com os seus próprios jornais. Até mesmo jornais provincianos como o Amador Ledger da Califórnia, o Hobart Town Courier, o Otago Witness e o Timaru Herald da Nova Zelândia deram sua opinião.
A divisão entre o uso de espartilhos em geral e o tighlacing em particular nunca foi traçada com precisão. Muitos detratores denunciaram ambos, evitando a distinção, enquanto muitos defensores endossaram ambos. Além disso, muitas mulheres que usavam espartilhos começaram a negar que o usassem, aumentando a confusão para a polêmica. O West Coast Times escreveu que "as consequências do tighlacing são universalmente admitidas", mas a negação das mulheres persistiu. Elas preferiam alegar que sua cintura fina era "um presente da natureza" e que usavam um espartilho para "apoio confortável, se não necessário". 